# Shogo Kawada
Shogo Kawada (川田章吾, Kawada Shōgo) is een personage uit de film Battle Royale. Hij werd gespeeld door acteur Taro Yamamoto.

## Verhaallijn
Shogo is een uitwisselingsstudent die afkomstig is uit Kobe. Hij heeft drie jaar eerder ook meegedaan aan Battle Royale (één jaar in de manga en het boek) en won toen. Hij is echter onvrijwillig teruggebracht. Zijn vader is dokter. Hij vertelt echter ook dat hij visser en kok is, waardoor het niet duidelijk is wat voor werk zijn vader werkelijk heeft.
Hij heeft het door het programma heen over Keiko Onuki, zijn geliefde die hem bijstond in de vorige Battle Royale. Hij schoot haar echter dood toen ze als tweeën overbleven.
In de film en in de manga krijgt Shogo een SPAS-12 als wapen, in het boek krijgt hij een Remington 870.
Shogo gaat zeer georganiseerd aan de slag. Aangezien hij ervaring heeft met het spel weet hij precies wat hij moet doen. Ondanks het feit dat hij niemand wil vermoorden wil hij aan de andere kant ook geen band scheppen met mensen. De eerste dag slaat hij overlevingsmiddelen in. Onderweg ziet hij Shinji Mimura. Echter, hij negeert hem.
Wanneer in de ochtend van dag één Shuya Nanahara neergeschoten lijkt te worden door Kyouichi Motobuchi, redt Shogo hem (en Noriko Nakagawa) door Kyoichi dood te schieten. In het boek en in de manga werken ze al meteen na de dood van Kyoichi samen. In de film gebeurt dit pas later, als Noriko gewond raakt en Shuya haar naar een kliniek brengt waar Shogo toevallig ook aanwezig is. In de manga schiet Shogo ook Kaori Minami dood.
Wanneer Shuya Noriko naar hem brengt, verzorgt Shogo Noriko. Als ze onverwachts bezoek krijgen van de gevaarlijke Kazuo Kiriyama vertrekt Shuya hierbij om Kiriyama succesvol af te leiden. Hoewel Shogo en Noriko veilig zijn, zijn ze bezorgd om Shuya.
Aan het einde, wanneer ze ook Shuya weer hebben gevonden, vermoordt Shogo Kiriyama in een zwaar gevecht, waar hij zelf ook ernstig gewond bij raakt. In het boek en in de manga vermoordt hij de instructeur van het spel daarna met een pen. In de film wordt de instructeur vermoord door Shuya. Wanneer ze ontsnappen, overlijdt Shogo onderweg op het schip aan de verwondingen die hij opliep in het gevecht met Kiriyama.

## Shogo's eerdere Battle Royale
Shogo had al eerder ervaring met Battle Royale, waarin ook zijn relatie met Keiko Onuki wordt beschreven. Echter, dit verschilt in alle drie de versies:

### Boek & Manga
In het boek en in de manga vermoordde Shogo een groot aantal studenten. Hij zocht namelijk naar Keiko en hij moordde om haar op die manier te beschermen. Het is bekend dat zijn eerste slachtoffer een jongen was. Hij vermoordde hem met een katana. Vervolgens schoot hij een meisje dood die op hem richtte en miste. Uiteindelijk slachtte hij nog tien studenten af. Hij werd een keer in zijn gezicht geschoten. Hij hield hier lichte verwondingen aan over en heeft sindsdien een litteken op zijn gezicht.
In het boek stierf Keiko voordat Shogo haar kon bereiken. Ze bleef gedurende heel het spel op dezelfde plek en stierf volgens Shogo een pijnlijke dood. In de manga ziet Keiko hoe Shogo een student doodschiet. Ze wordt zelf onder schot gehouden door een mannelijke deelnemer. Hij denkt dat Keiko hoort te zijn bij iemand die om haar geeft. Shogo doet dit niet volgens hem. Om hem bang te maken, vertelt Shogo dat hij hier is om te winnen. Daarna schiet hij hem in zijn hoofd. Keiko vraagt of dit waar is, waarop Shogo antwoordt dat hij iedereen op het eiland wil vermoorden, behalve Keiko. Als de twee overblijven, is hij van plan zichzelf dood te schieten. als Keiko hem echter dreigt dood te schieten, schrikt Shogo en schiet haar dood.
Terwijl Shogo rouwt om haar dood, ontdekt hij dat Keiko niet op hem richtte, maar op de laatste student die overbleef en achter hem stond. Shogo wint uiteindelijk het spel. Wanneer hij naar huis terugkeert, ontdekt hij dat zijn vader werd doodgeschoten door de soldaten nadat hij Shogo uit het spel probeerde te halen.
Shogo schoot in totaal 16 studenten dood.

### Film
Shogo's ervaringen met de vorige Battle Royale verschillen enorm in de film. Hoewel het niet duidelijk is hoeveel mensen hij heeft gedood, is het wel bekend dat het veel minder was dan in de manga of in het boek. Shogo en Keiko zijn in een flashback in de film bij elkaar en zijn de laatste overblijvenden. De drie dagen zijn bijna voorbij, waardoor hun detectors een vreemd geluid maakt. Keiko wordt bang en schiet Shogo neer. Shogo schiet uit zelfverdediging Keiko dood. Ze zegt "Bedankt" en sterft vervolgens.